# Jens Kersten
Jens Kersten (* 1967 in Marburg an der Lahn) ist ein deutscher Rechtswissenschaftler. Er ist seit 2008 Inhaber des Lehrstuhls für Öffentliches Recht und Verwaltungswissenschaften an der Ludwig-Maximilians-Universität München.

## Leben und wissenschaftliche Karriere
Kersten studierte Rechtswissenschaft an den Universitäten Heidelberg, Leeds (UK) und Bonn. Sein erstes juristisches Staatsexamen absolvierte er 1994 in Köln, das zweite 1998 in Berlin. In seiner 1999 abgeschlossenen Dissertation beschäftigte er sich mit der Staatstheorie Georg Jellineks, in seiner 2004 an der Humboldt-Universität zu Berlin eingereichten Habilitation mit dem Klonen von Menschen. Er ist ein akademischer Schüler von Ulrich Battis. Weitere Tätigkeitsschwerpunkte sind das Baurecht und Raumordnungsrecht. Kersten war von 2005 bis 2006 Mitglied der Ethikkommission der Charité in Berlin.
Er wurde 2006 auf eine Professur für Raumplanungs- und Umweltrecht an der Technischen Universität Dortmund berufen. Im Jahr darauf wechselte er als Professor für Öffentliches Recht und Wirtschaftsrecht an die Universität Bayreuth. Wiederum ein Jahr darauf erhielt er einen Ruf auf den Lehrstuhl für Öffentliches Recht und Verwaltungswissenschaften an der Ludwig-Maximilians-Universität München. Von 2012 bis 2013 war er Carson-Professor am Rachel Carson Center for Environment and Society der LMU. Er war Mitglied der Vereinigung für Verfassungsgeschichte.

## Positionen
In seinem im Jahr 2022 erschienenen Buch Das ökologische Grundgesetz fordert Kersten aus dem parlamentarischen Regierungssystem ein ökologisches zu machen. Ökologie solle dabei als sechstes Staatsprinzip etabliert werden, womit sie dasselbe Gewicht wie beispielsweise der Föderalismus bekäme. Nur so sei eine Politik gewährleistet, in der das ökologische Allgemeinwohl nicht mehr zugunsten gesellschaftlicher oder ökonomischer Interessen übergangen werde.

## Habilitanden
Bei Jens Kersten wurden habilitiert:
- Albert Ingold, Professor an der Johannes Gutenberg-Universität Mainz
- Laura Münkler, Professorin an der Rheinischen Friedrich-Wilhelms Universität Bonn
- Sophie Schönberger, Professorin an der Heinrich-Heine-Universität Düsseldorf[3]

## Publikationen (Auswahl)

### Monographien
- Georg Jellinek und die klassische Staatslehre. Mohr Siebeck, Tübingen 2000, ISBN 3-16-147348-5 (Dissertation).
- Das Klonen von Menschen – Eine verfassungs-, europa- und völkerrechtliche Kritik (= Jus publicum. Band 115). Mohr Siebeck, Tübingen 2004, ISBN 3-16-148464-9 (Habilitationsschrift).
- Neues Arbeitskampfrecht – Über den Verlust institutionellen Verfassungsdenkens. Mohr Siebeck, Tübingen 2012, ISBN 978-3-16-152078-5.
- Schwarmdemokratie – Der digitale Wandel des liberalen Verfassungsstaats. Mohr Siebeck, Tübingen 2017, ISBN 978-3-16-155165-9.
- mit Stephan Rixen: Der Verfassungsstaat in der Corona-Krise. 3. Auflage. C.H. Beck, München 2022, ISBN 978-3-406-79384-4.
- Das ökologische Grundgesetz. C.H. Beck, München 2022, ISBN 978-3-406-79545-9.

### Beiträge
- Die Notwendigkeit der Zuspitzung – Anmerkungen zur Verfassungstheorie. In: Verfassungstheoretische Gespräche. Band 1. Duncker und Humblot, Berlin 2020, ISBN 978-3-428-18046-2.
- Art. 76 GG (Gesetzesvorlagen), Art. 77 GG (Verfahren bei Gesetzesbeschlüssen), Art. 78 GG (Zustandekommen von Gesetzen), Art. 102 GG (Todesstrafe). In: Günter Dürig, Roman Herzog, Rupert Scholz (Hrsg.): Grundgesetz, Kommentar. C.H. Beck, München, ISBN 978-3-406-45862-0.
- Parlamentarisches Regierungssystem. In: Matthias Herdegen, Johannes Masing, Ralf Poscher, Klaus Ferdinand Gärditz (Hrsg.): Handbuch des Verfassungsrechts. C.H. Beck, München 2021, ISBN 978-3-406-73850-0, S. 721–776.
- Konzeption und Methoden der „Neuen Verwaltungsrechtswissenschaft“. In: Wolfgang Kahl, Markus Ludwigs (Hrsg.): Handbuch des Verwaltungsrechts. Band I. C.F. Müller, Heidelberg 2021, ISBN 978-3-8114-8855-7, S. 979–1022.